# La terrassa mística
La terrassa mística (en coreà: 쌍갑포차, romanització revisada: Ssanggappocha) és una sèrie de televisió de Corea del Sud basada en un webtoon penjat al portal Daum anomenat Twin Tops Bar de Bae Hye-soo. La sèrie es va emetre originalment del 20 de maig al 25 de juny de 2020 a la cadena sud-coreana JTBC.
La sèrie tracta d'una dona que va morir fa segles però va ser castigada a quedar-se atrapada a la terra fins que no ajudés a 100.000 persones. Per fer-ho, regenta un pojangmacha (una paradeta típica coreana que serveix com a taverna o restaurant), cosa que li permet entrar en contacte amb els clients i ajudar-los a resoldre els seus problemes emocionals entrant als seus somnis.